# Geispitzen
Geispitzen är en kommun i departementet Haut-Rhin i regionen Grand Est (tidigare regionen Alsace) i nordöstra Frankrike. Kommunen ligger i kantonen Sierentz som tillhör arrondissementet Mulhouse. År 2022 hade Geispitzen 512 invånare.

## Befolkningsutveckling
Antalet invånare i kommunen Geispitzen
| Referens: INSEE |